# Синюгін Сергій Михайлович

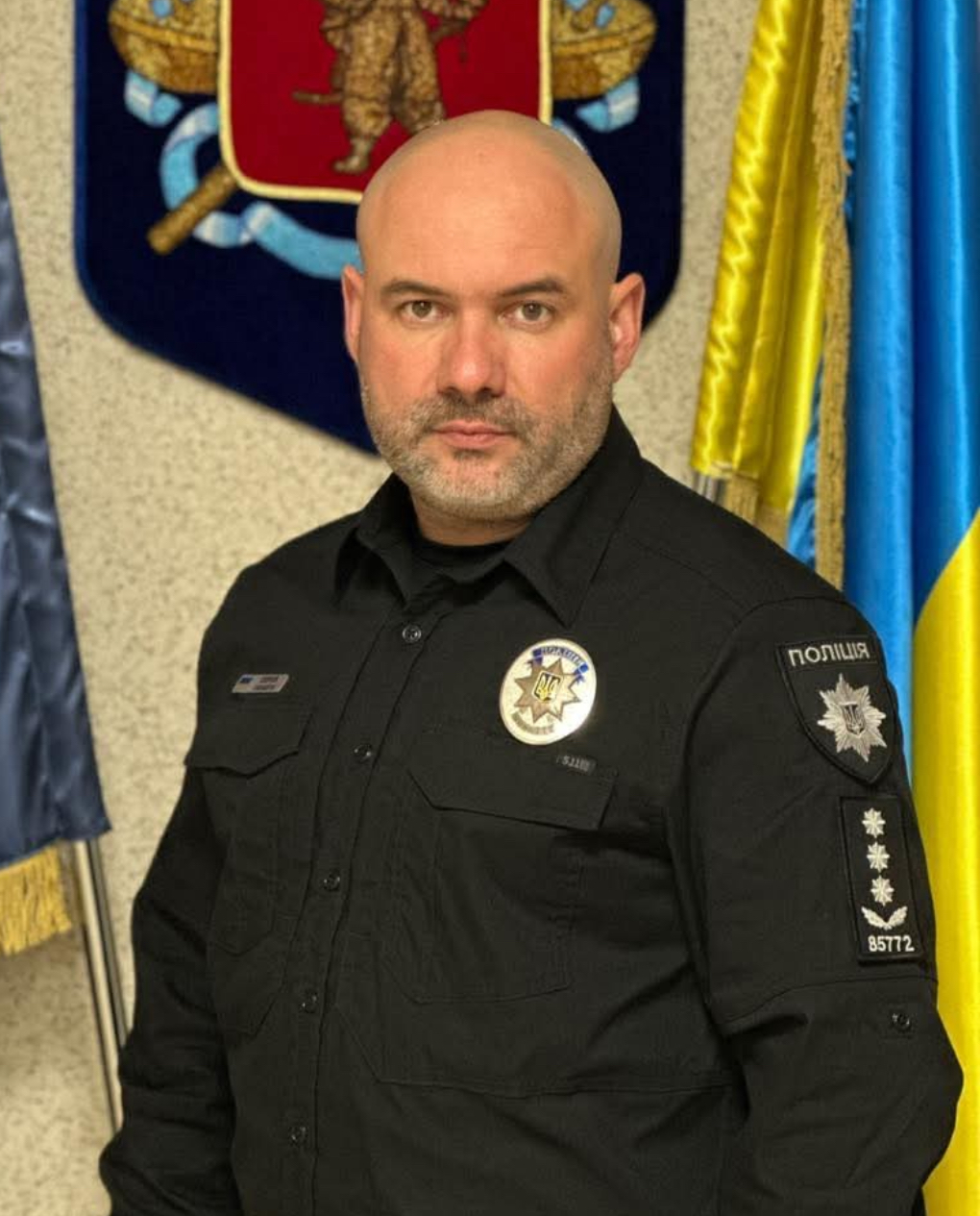
[https://www.facebook.com/profile.php?id=100004140129804 Синюгін Сергій Михайлович

Синюгін Сергій Михайлович (29 липня 1983 року — 29 грудня 2024 року, м. Запоріжжя) — заступник начальника управління організаційно-аналітичного забезпечення та оперативного реагування (УОАЗОР) Головного управління Національної поліції (ГУНП) в Запорізькій області, полковник поліції, голова первинної профспілкової організації, член президії Запорізької обласної профспілкової організації атестованих працівників органів внутрішніх справ (ОВС) України.

## Життєпис
Народився у 1983 році у м. Запоріжжі Запорізької області.
У 2005 році закінчив Запорізький національний університет за спеціальністю «Фізичне виховання» та здобув кваліфікацію магістра фізичного виховання та спорту, викладача вищих навчальних закладів.
У 2010 році закінчив Запорізький юридичний інститут Дніпропетровського державного університету внутрішніх справ за спеціальністю «Правознавство» та здобув кваліфікацію юриста.
Службу в ОВС України розпочав у жовтні 2005 року на посаді дільничного інспектора міліції Шевченківського районного відділу внутрішніх справ. В подальшому, за час служби, працював на посадах середнього начальницького складу у підрозділах професійного навчання, кадрового забезпечення та Державтоінспекції.
З 07.11.2015 (створення Національної поліції України (НПУ)) — старший інспектор управління превентивної діяльності (УПД) ГУНП в Запорізькій області.
Обіймав посади:
- 12.2016 — 09.2017 — старший інспектор відділу забезпечення безпеки дорожнього руху та спеціальних заходів УПД ГУНП в Запорізькій області
- 09.2017 — 05.2018 — старший інспектор, заступник начальника інспекторського відділу УОАЗОР ГУНП в Запорізькій області
- 05.2018 — 12.2024 — заступник начальника управління — начальник організаційно-аналітичного відділу УОАЗОР ГУНП в Запорізькій області

Батько сина, Михайла, 2011 року народження (дата народження — 13 липня). З раннього дитинства Михайло займається плаванням, має значні спортивні досягнення як в Україні, так і за її межами — зокрема, в країнах Балтії.
Помер 29 грудня 2024 року під наглядом лікарів. Згідно з висновком лікаря-судово-медичного експерта, причиною смерті стало явище шоку.

## Діяльність під час повномасштабного вторгнення
Як і більшість правоохоронців Запорізької області, з перших годин повномасштабного вторгнення став на захист суверенітету та територіальної цілісності України.
У перші дні війни був відряджений до органу військового управління, відповідального за оборону міста Запоріжжя. Координував діяльність поліцейських підрозділів під час виконання бойових (спеціальних) завдань, забезпечуючи належну взаємодію з іншими складовими Сил безпеки і оборони держави.
Під час здійснення аналітичної роботи та аналізу наслідків застосування ворожих засобів ураження по території Запорізької області, розробив програмне забезпечення, що в тому числі дозволяє прогнозувати розвиток оперативного замислу ворога в частині нанесення ударів із застосуванням ракетної зброї, КАБів, БпЛА різних типів тощо. Використання зазначеного інтелектуального продукту по теперішній час допомагає захищати небо над Запоріжжям.
За особливі заслуги у захисті державного суверенітету, територіальної цілісності та зміцненні обороноздатності Запорізької області заохочувався органами державної влади та місцевого самоврядування, керівництвом НПУ, Міністерства оборони України.

## Заохочення та нагороди
- Відзнака Міністерства оборони України — Медаль «За сприяння Збройним Силам України», 2022 рік
- Присвоєння спеціального звання «полковник поліції» в порядку заохочення, 2023 рік
- Подяка Запорізької обласної ради, 2023 рік
- Відзнака Міністерства оборони України — медаль «За волю, за козацьку долю», 2024 рік
- Відзнака Запорізької обласної державної адміністрації — медаль «За розвиток Запорізького краю», 2024 рік

## Профспілкова діяльність
Первинна профспілкова організація, до керівних органів якої входив Сергій Синюгін, була утворена як юридична особа 18 червня 2009 року у складі Запорізької обласної профспілкової організації атестованих працівників органів внутрішніх справ України. Останній активно займався її розвитком та згодом, за рішенням трудового колективу, був обраний головою профспілки.
У листопаді 2015 року, у зв'язку з реформуванням органів системи Міністерства внутрішніх справ (МВС) України та наявними штатно-організаційними змінами, профспілка отримала назву «Первинна профспілкова організація підрозділів поліції з безпеки дорожнього руху».

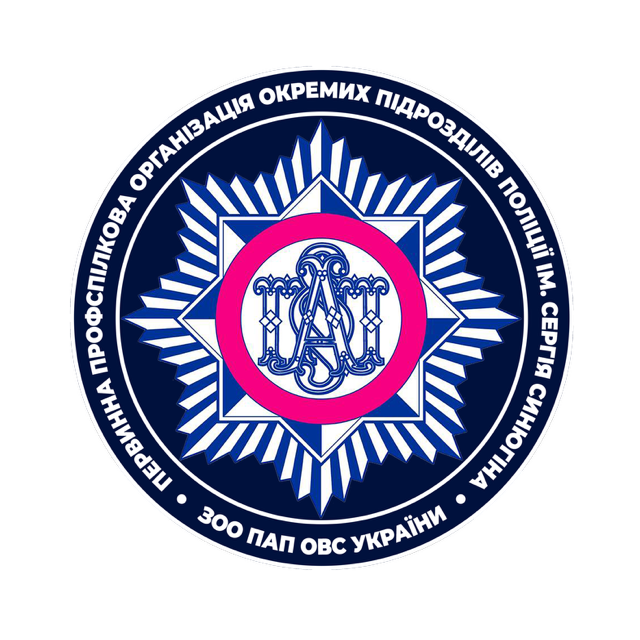
[https://www.facebook.com/profile.php?id=61572923391060 Первинна профспілкова організація окремих підрозділів поліції імені Сергія Синюгіна Запорізької обласної організації ПАП ОВС України

24 січня 2025 року було проведено чергові звітно-виборні збори членів профспілки, на яких, у зв'язку зі смертю Сергія Синюгіна, головував Віктор Нестеренко, голова Запорізької обласної профспілкової організації атестованих працівників органів внутрішніх справ України. За результатами проведених зборів головою профспілки було обрано Кирила Анісімова, начальника Управління головної інспекції ГУНП в Запорізькій області, а її — перейменовано у «Первинну профспілкову організацію окремих підрозділів поліції імені Сергія Синюгіна Запорізької обласної організації ПАП ОВС України» (код ЄДРПОУ 36535215).
На сьогоднішній день профспілка об'єднує працівників більш ніж 10-ти трудових колективів підрозділів поліції Запорізької області, постійно розширяється та займається не лише захистом трудових прав її членів, а і волонтерством, допомогою населенню, запровадженням та підтримкою соціальних ініціатив.

## Спортивні досягнення
З раннього віку Сергій активно займався спортом, надаючи перевагу триатлону серед інших дитячих секцій. У складі збірної Запорізької області неодноразово брав участь у всеукраїнських змаганнях з триатлону, де здобував призові місця. Найвище досягнення — срібна медаль Чемпіонату України в командній гонці.
Сергій не лише досягав особистих спортивних успіхів, а й власним прикладом мотивував та надихав інших до активного способу життя й занять спортом.
Набуті з дитинства спортивні навички стали вагомою складовою професійного становлення Сергія й під час служби в ОВС України. Від самого початку служби він продовжував активно займатися спортом, беручи участь у відомчих змаганнях із різних дисциплін.
Особливе захоплення викликала прикладна стрільба, в якій Сергій стабільно демонстрував високі результати. Неодноразово представляв Запорізьку область на чемпіонатах МВС України з офіцерського триборства (прикладна стрільба, плавання та легкоатлетичний крос), а також змаганнях з легкоатлетичного кросу. Під час виступів посідав призові місця, забезпечуючи високий рейтинг команди області.
Найвагомішим досягненням у цій сфері стало виконання нормативу Майстра спорту України з офіцерського триборства.
Також неодноразово входив до складу збірних команд Запорізької обласної організації фізкультурно-спортивного товариства (ФСТ) «Динамо» України як з плавання, так і офіцерського триборства, представляючи область на чемпіонатах ФСТ «Динамо» України.

## «Забіг пам'яті Сергія Синюгіна»

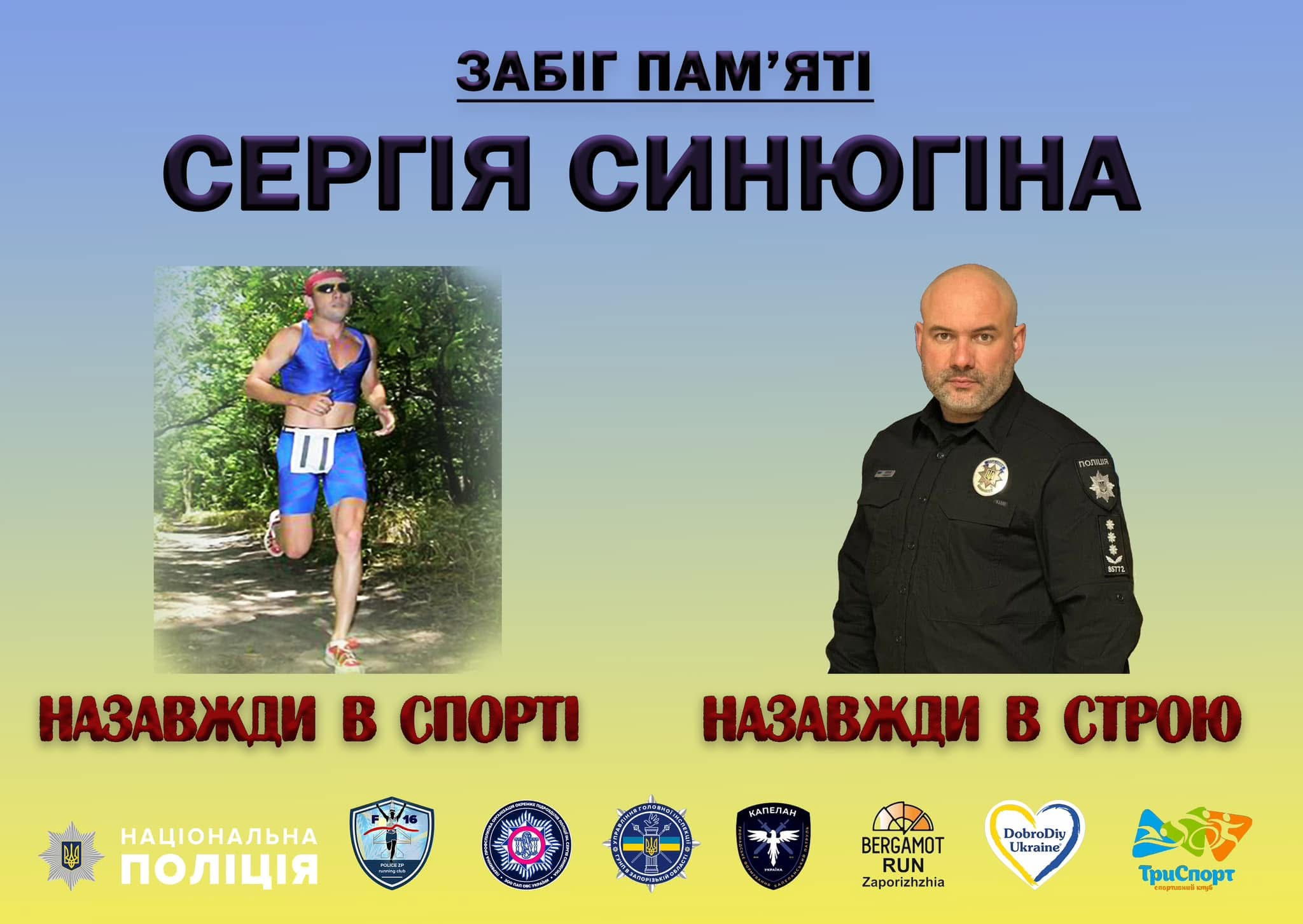
[https://www.youtube.com/watch?v=evbNUKJjdnQ Забіг пам'яті Сергія Синюгіна

08 лютого 2025 року у м. Запоріжжі відбувся «Забіг пам'яті Сергія Синюгіна». Зазначена спортивна подія об'єднала близько 200 учасників, серед яких: поліцейські, спортсмени, підприємці, активісти, учасники юнацького руху «Байда» та небайдужі громадяни. Обрати можна було дві дистанції — 3 та 10 км.
«Пам'ять про Сергія не згасне в наших серцях. Найкраще, що можна для цього зробити, — продовжити одну зі справ покійного, зробивши традицією не тільки для поліцейської команди, а й для тих, кого об'єднує захоплення спортом та активна громадська позиція», — зазначив начальник ГУНП в Запорізькій області генерал поліції 3-го рангу Артем Кисько.
Співініціаторами заходу стали керівник Запорізького районного управління поліції Сергій Бичін, віце-президент Запорізької федерації триатлону Сергій Дрозд, власник закладу Бергамот, засновник громадської організації Dobrodiy Ukraine, бігової спільноти «Bergamot Run» Дмитро Добродій та безпосередньо профспілка, названа на ім'я Сергія Синюгіна.
В майбутньому планується цей захід зробити традиційним та проводити його кожну другу суботу лютого місяця.